# Anua leonina
Anua leonina là một loài bướm đêm trong họ Erebidae.